# Al-Hanuta
Al-Hanuta (arab. الحانوتة) – wieś w Syrii, w muhafazie Hama. W 2004 roku liczyła 888 mieszkańców.